# Pikkelyes lile
A pikkelyes lile (Charadrius peronii) a madarak osztályának, a lilealakúak (Charadriiformes) rendjébe, ezen belül a lilefélék (Charadriidae) családjába tartozó faj.
Magyar neve forrással nincs megerősítve.

## Rendszerezése
A fajt Hermann Schlegel német ornitológus írta le 1865-ben. Egyes szervezetek az Ochthodromus nembe sorolják Ochthodromus peronii néven.

## Előfordulása
Délkelet-Ázsiában, Brunei, a Fülöp-szigetek, Kambodzsa, Kelet-Timor, Indonézia, Malajzia, Szingapúr, Thaiföld és Vietnám területén honos. Természetes élőhelyei a tengerpartok. Állandó, nem vonuló faj.

## Megjelenése
Testhossza 16 centiméter.
|  |  |

## Szaporodása
|  |

## Természetvédelmi helyzete
Az elterjedési területe rendívül nagy, egyedszáma  6700-17000 példány közötti és csökken. A Természetvédelmi Világszövetség Vörös listáján mérsékelten fenyegetett fajként szerepel.